# Adobe Dreamweaver
Adobe Dreamweaver (prije poznat kao Macromedia Dreamweaver) je profesionalni softver za izmjenu ili kreiranje web stranica, kojega je u prvoj inačici razvila tvrtka Macromedia, Inc. Tu je tvrtku poslije otkupio Adobe Systems, Inc. te je danas jedan od najpopularnijih alata za uređivanje i kreiranje web stranica. Trenutačno podržava sljedeće standarde: PHP, HTML, ASP, ASP.net, ColdFusion i XML. U sebi sadržava Designer, koji omogućava uređivanje web stranice bez poznavanja sintakse nekog od ovih standarda, a ima i izmjenjivač koda, koji se obično koristi kada je potrebno razviti neke naprednije web stranice.

## Vanjske poveznice
- Službena stranica